# Viper (attrazione)
Viper è una montagna russa del parco divertimenti statunitense Six Flags Magic Mountain, vicino a Santa Clarita, in California. Inaugurata nel 1990, l'attrazione detenne il record di montagna russa più alta e più veloce fino al 1991, anno in cui venne battuto da Steel Phantom a Kennywood, un altro parco in Pennsylvania.

## Storia
L'attrazione costò complessivamente 8 milioni di dollari e fu il terzo modello a 7 inversioni della oramai defunta azienda Arrow Dynamics. Attualmente è l'ultimo di questi modelli a rimanere ancora operativo in quanto gli altri due sono stati demoliti. Nel 2018 è stata chiusa per un estensivo intervento di restauro, riaprendo qualche mese dopo.

## Descrizione

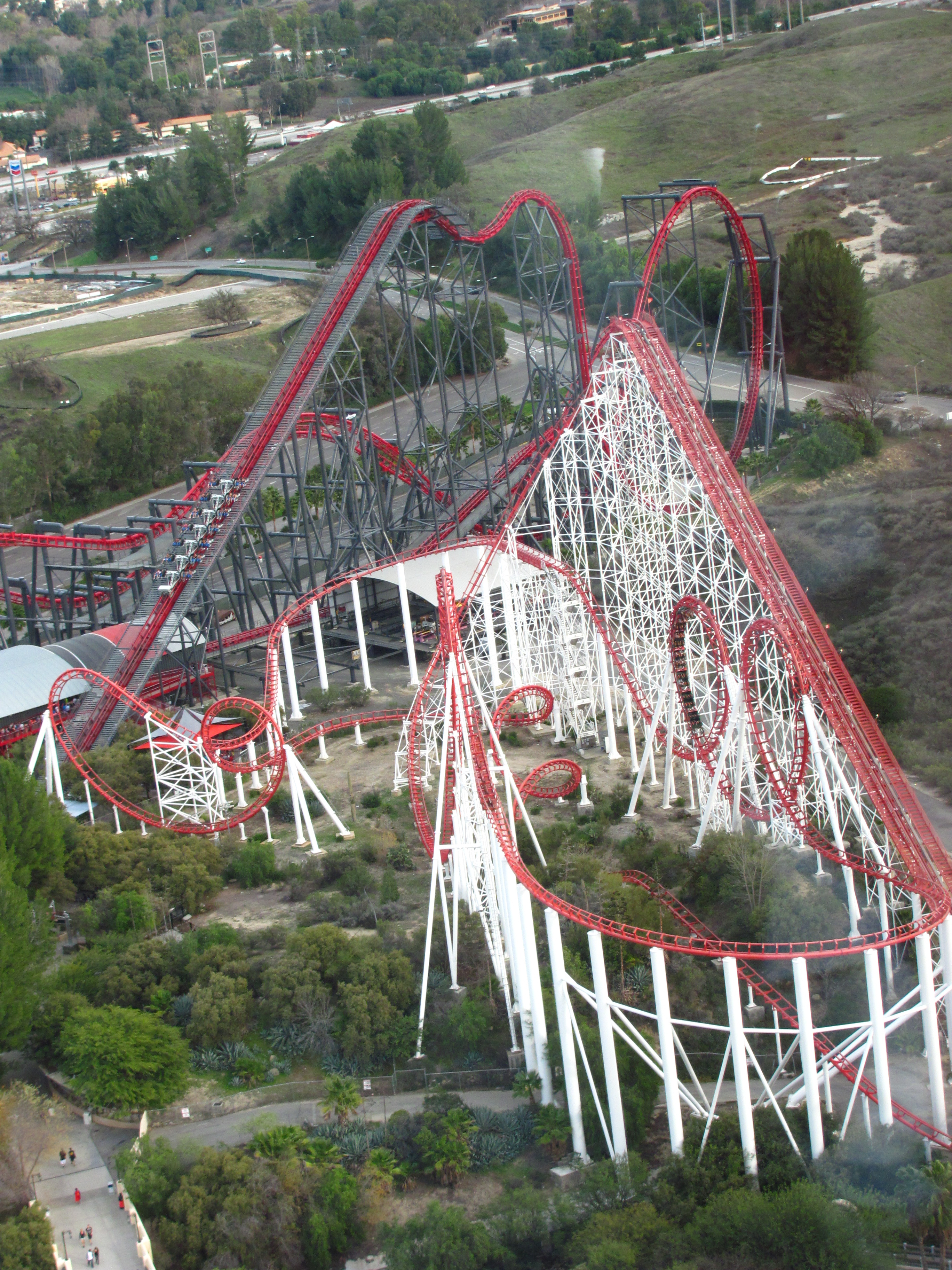
Veduta dall'alto dell'ottovolante (in primo piano)

Viper ha una lunghezza totale di circa 1170 m, con un'altezza massima di 57 m e una velocità di punta pari a 110 km/h. L'attrazione opera con 3 treni da 7 vagoni, che forniscono una capacità di 1700 ospiti all'ora.

### Tracciato
Appena uscito dalla stazione il treno incomincia la sua ascesa fino a 57 metri d'altezza. Rilasciato dalla rampa, il treno precipita lungo la prima discesa di 52 metri a cui segue una veloce risalita e il primo giro della morte. Dopo l'inversione il treno fa una curva a 180 gradi e entra in altri due giri della morte consecutivi. Dopodiché il treno percorre una piccola salita e viene rallentato dalla zona di frenata a metà tracciato. Segue una discesa a S e un'altra inversione, un batwing.  Successivamente il treno curva e entra nei due avvitamenti (corkscrew) finali, per poi percorrere una parte dritta di tracciato e una piccola curva che riconduce il treno alla stazione, attraversando la zona di frenata finale.

## Nella cultura di massa
La montagna russa è apparsa in alcuni film, quali Il mio amico scongelato del 1992, Una vita al massimo del 1993 e Space Cowboys del 2000. È inoltre apparsa in diverse pubblicità e anche in serie TV come Beverly Hills 90210, Glee e Lucifer.